# تون محمد
سري بادوكا داتو بندهارا سري مهراجا تون محمد بن داتو بندهارا بادوكا راجا تون عبد المجيد (توفي عام 1803) هو البندهارا الثاني والعشرون والأخير لسلطنة جوهر، وثاني راجا بندهارا لولاية فهغ، حكم من 1802 إلى 1803.

## سيرته
هو الابن الثاني لبندهارا تون عبد المجيد، الذي خلف والده عام 1802. في عهد والده، استقر تون محمد في تشينور. عندما وصل إليه خبر مقتل شقيقه، تون عبد المطلب، سارع تون محمد إلى بيكان مع قواته. في بيكان وجد أن القاتل تمنغكونغ عبد الجمال قد غادر إلى رياو. على الرغم من محاولة والده لكبح جماحه، فقد اتبع تون محمد تمنغكونغ عبد الجمال، وعند وصوله إلى رياو، وجد أن عبد الجمال قد مات.
قرر تون محمد الاستقرار في رياو، وعندما توفي والده عام 1802، نصبه السلطان كبندهارا. ثم أبحر إلى فهغ عام 1803. بينما كان يعبر من جزيرة تيومان إلى إندو، تحطمت سفينته في عاصفة، وعلق هو وإحدى زوجاته في كوخ ومات. وخلّف وراءه ابنًا وابنة. تذكر المراجع أن أخاه تون قرظ قد قام بذبح رفقاء تون محمد في السفينة الذين هربوا بحياتهم من حطام السفينة؛ بحجة أنهم لم يموتوا مع أميرهم، وكان عددهم 40، حيث ذبحهم جميعًا عندما وصلوا إلى بيكان، باستثناء اثنين، حيث طعنهم حتى الموت بكريس طويل.